# Tsebrisberg
Der Tsebrisberg ist ein Berg in Namibia mit einer Höhe von 1971 m. Der Berg liegt rund 40 km westlich von Rehoboth.